# Total Dreamer – Träume werden wahr
Total Dreamer – Träume werden wahr (portugiesischer Originaltitel: Totalmente Demais) ist eine brasilianische Telenovela, die von Estúdios Globo produziert wurde. Die Premiere der Telenovela fand am 9. November 2015 auf dem brasilianischen Free-TV-Sender Rede Globo statt. Die deutschsprachige Erstausstrahlung erfolgte am 10. Februar 2019 auf Sixx.

## Produktion
Total Dreamer – Träume werden wahr ist die erste Telenovela, die von Rosane Svartman und Paulo Halm geschrieben wurde, welche ebenfalls für die Serien Malhação Sonhos und Malhação Intensa verantwortlichen waren. Der Arbeitstitel der Serie war zunächst Poderosa und wurde später zu A Dona do Jogo geändert. Letztendlich entschied man sich auf Grundlage des Titelliednamens für Totalmente Demais. Einige Szenen wurden in Australien mit Fábio Assunção, Juliana Paes, Humberto Martins, Vivianne Pasmanter, Marat Descartes und Fernanda Motta aufgenommen. Als Kulissen dienten unter anderem das Opernhaus, die königlichen botanischen Gärten, der Bondi Beach, das Quay Restaurant und die Harbour Bridge in Sydney. Erste Szenen in Rio de Janeiro wurden in Lapa, Benfica und im Flamengo Park aufgenommen. Die Gemeinden Cachoeiras de Macacu und Guapimirim in Rio de Janeiro dienten ebenfalls als Kulisse für die ersten Szenen von Total Dreamer. Im April 2016 drehten Marina Ruy Barbosa, Fábio Assunção, Juliana Paes und Daniel Rocha Szenen in den Städten Punta del Este und Montevideo in Uruguay. Ein Thema der Serie war die Einbeziehung von Funk Carioca. Aufgrund der Wiederholung des Themas in anderen Telenovelas wurde es jedoch drastisch reduziert, um thematische Klischees zu umgehen.
Das Casting wurde von Eduardo Milewicz, Rossella Terranova und Maria Roberta Perez durchgeführt. Um sich besser in die Rolle der Carolina hineinzuversetzen, besuchte Juliana Paes die Redakteursräume der Zeitschriften Vogue und Marie Claire. In Total Dreamer hatte Stênio Garcia einen besonderen Gastauftritt als Lkw-Fahrer Bino, der Eliza unterstützt und sie nach Rio de Janeiro bringt, dieselbe Rolle spielt er auch in der Serie Carga Pesada. Auch hatten Carol Castro und Giovanna Ewbank einen Cameo-Auftritt. Für die Rolle der Rosângela war zunächst Dira Paes vorgesehen, die aber aufgrund ihrer Schwangerschaft durch Malu Galli ersetzt wurde. André Arteche war ursprünglich für die Rolle des Fotografen Fábio angedacht, aber die Rolle übernahm schlussendlich Daniel Rocha, im Zuge dessen wurde die Figur in Rafael umbenannt und ist vom französischen Dichter Arthur Rimbaud inspiriert. Sophia Abrahão sprach für die Rolle der Journalistin Leila vor, als sie jedoch bemerkte, dass sie möglicherweise nicht zu den Protagonisten gehören würde, lehnte sie das Angebot ab und beschloss, sich auf ihre Gesangskarriere zu konzentrieren. Carla Salle übernahm stattdessen die Rolle.

## Handlung

### Plot
Eliza ist ein junges 18-jähriges Mädchen, das von seinem Zuhause in Campo Claro, einer fiktiven Stadt im Innern des Bundesstaates Rio de Janeiro, flieht, nachdem es von seinem alkoholkranken Stiefvater Dino belästigt wurde. Eliza kennt ihren leiblichen Vater nicht und ihre Mutter, Gilda, erzählt ihr immer, dass dieser ein LKW-Fahrer war, der die meiste Zeit auf der Straße verbracht hat. Ihr Traum ist es, ihren Vater zu finden und ihrer Mutter und ihren Halbgeschwistern zu helfen, ihre schwierige Lebenssituation zu ändern.
Als Eliza in Rio de Janeiro ankommt, versucht sie an etwas Geld zukommen, wird dabei aber ausgeraubt. Ohne eine wirkliche Wahl lebt die junge Frau fortan auf der Straße und lernt dort Jonatas kennen, der Süßwaren an den Ampeln von Lapa verkauft, um seiner Familie zu helfen, die in der Westzone der Hauptstadt Rio de Janeiro lebt. Eliza wird ebenfalls von Jacaré, einem gefürchteten und gefährlichen Banditen, bedroht. Um etwas Geld zu verdienen, verkauft sie in Bars und Restaurants Blumen. Eines Tages trifft Eliza erneut auf den Geschäftsmann Arthur, welcher der Geschäftsführer der Modelagentur Excalibur ist, und den sie zuvor in Campo Claro kennengelernt hat. Arthur verspricht ihr, dass er ihr dabei helfen wird, ein erfolgreiches Model zu werden. Sie lehnt jedoch ab und will es selber in die Hand nehmen.
Eliza wird in ihren neuen Job von Carolina schikaniert, einer rücksichtslosen und äußerst ehrgeizigen Moderedakteurin, die ein Style-Magazin herausbringt, und in Arthur verliebt ist. Arthur ist geschieden und hat eine Tochter namens Maria João. Er verliebt sich unsterblich in Eliza, was Carolina sehr zornig macht. Aus diesem Grund verbündet sie sich mit Cassandra, eine junge Frau, die alles tun würde, um ein erfolgreiches Model zu sein. Beide versuchen die Beziehung von Arthur und Eliza zu sabotieren. Währenddessen ist Eliza im Zwiespalt was ihre Gefühle für Arthur und Jonatas anbelangt. Wird Eliza ihren Traum von einer besseren Zukunft erfüllen können und wird sie alle Herausforderungen meistern?

### Thematiken
Die Telenovela spricht im Handlungsverlauf verschiedene Thematiken an. Der Hauptgrund, weshalb Eliza von zu Hause weglief, war der Vergewaltigungsversuch durch ihren Stiefvater Dino. Das Thema Psychopathie wird durch die Antagonisten Sofia aufgegriffen. Sofia führte als Nina ein gefährliches Doppelleben und brachte auch andere Mitmenschen in Gefahr. Sie konnte weder Gefühle noch Liebe gegenüber ihrer Familie oder Freunden zeigen und ging davon aus, dass sie nie wirklich jemand geliebt hat. Die Figur Jojô war in der Schule den Mobbing durch ihre Klassenkameraden ausgesetzt, und gab vor krank zu seien, um nicht in die Schule zu müssen. Jojô verheimlichte vor ihren Vater, was sie in Wirklichkeit bedrückte.
Als Carolina sich entschied, ein Kind zu adoptieren, lernte sie im Waisenhaus Gabriel kennen. Später hat sie erfahren, dass der Junge nicht nur wegen seiner Hautfarbe sehr schwer zu vermitteln war, sondern auch weil Gabriel HIV-positiv war. Die Figur Adele war öfters Opfer von Rassismus und die Figur Max der Homophobie seiner Eltern. Aus Angst vor der Reaktion seiner Eltern auf seine Sexualität bat Max Adele, sich als seine Freundin auszugeben, aber seine Eltern mochten sie nicht, weil sie schwarz war. Cascudo, der in der geheimen Werkstatt seines Onkels Uniao Durão arbeitete, wurde Opfer von Aggressionen, als er aufhören wollte, seinen Onkel in illegalen Arbeiten zu unterstützen. Nachdem Wesley querschnittsgelähmt wurde, hatte er eine schwere Anpassungsphase, und war immer davor sich aufzugeben.

## Besetzung und Synchronisation
Die deutsche Synchronisation entstand nach den Dialogbüchern von Andrea Mayer, Anne-Kristin Jahn, Ariane Huth, Gabriele Voussem, Ila Panke, Katja Brügger, Satria Anthony Sudarbo und Thomas Maria Lehmann sowie unter der Dialogregie von Marion von Stengel, Anja Topf, Douglas Welbat und Michael Grimm durch die Synchronfirma Studio Hamburg Synchron in Hamburg.
Die deutsche Synchronfassung wurde auf Grundlage der spanisch-lateinamerikanischen Synchronisation erstellt. So wurden auch die dort verwendete Titelmusik sowie die angepassten Anreden und Figurennamen übernommen.

### Haupt- und Nebenfiguren
| Rollenname                             | Schauspieler           | Synchronsprecher     |
| -------------------------------------- | ---------------------- | -------------------- |
| Eliza de Assis Monteiro                | Marina Ruy Barbosa     | Liza Ohm             |
| Jonatas Castro                         | Felipe Simas           | Flemming Stein       |
| Carolina Castilho                      | Juliana Paes           | Jennifer Böttcher    |
| Arthur Valmont Carneiro de Alcântara   | Fábio Assunção         | Daniel Schütter      |
| Liliane „Lili“ de Bocaiuva Monteiro    | Vivianne Pasmanter     | Freya Trampert       |
| Germano Monteiro                       | Humberto Martins       | Joachim Kretzer      |
| Sandra Regina „Cassandra“ Matoso       | Juliana Paiva          | Leonie Landa         |
| Rafael Guerra                          | Daniel Rocha           | Jonas Minthe         |
| Leila de Oliveira                      | Carla Salle            | Annekathrin Munz     |
| Sofia de Bocaiuva Monteiro             | Priscila Steinman      | Franciska Friede     |
| Gilda de Assis Machado                 | Leona Cavalli          | Mareike Fell         |
| Erondino „Dino“ Machado                | Paulo Rocha            | Achim Buch           |
| Fabio „Fabinho“ de Bocaiuva Monteiro   | Daniel Blanco          | Jesse Grimm          |
| Jorge „Jacaré“ da Silva                | Sérgio Malheiros       | Ivo Möller           |
| Débora Matoso                          | Olívia Torres          | Leonie Fuchs         |
| Maria Luísa „Lu“                       | Julianne Trevisol      | Nina Witt            |
| Maria João „Jojô“ Oliver de Alcântara  | Giovanna Rispoli       | Emily Seubert        |
| Stela „Stelinha“ Carneiro de Alcântara | Glória Menezes         | Heidi Schaffrath     |
| Maurice de Alcântara                   | Reginaldo Faria        | Eberhard Haar        |
| Isadora „Dorinha“ Castilho             | Samantha Schmutz       | Tina Eschmann        |
| Hugo Matoso                            | Orã Figueiredo         | Kai Henrik Möller    |
| Rosângela Castro                       | Malu Galli             | Dagmar Dreke         |
| Florisval Pereira                      | Ailton Graça           | Daniel Welbat        |
| Maristela                              | Aline Fanju            | Stephanie Damare     |
| Wesley Castro                          | Juan Paiva             | Brian Sommer         |
| Natasha Oliver                         | Lavínia Vlasak         | Angela Quast         |
| Maximiliano „Max“ Augusto              | Pablo Sanábio          | Maximilian Scheidt   |
| Pietro Enrico                          | Marat Descartes        | Robin Brosch         |
| Aparecida „Cida“                       | Guida Vianna           | Isabella Grothe      |
| Lorena Domingos                        | Adriana Birolli        | Svenja Pages         |
| Jamaica                                | Gabriel Reif           | Alexander Merbeth    |
| Adele Fernandes                        | Jéssica Ellen          | Katharina von Keller |
| José „Zé“ Pedro                        | Hélio de La Peña       | Erik Schäffler       |
| Charles                                | Raphael Sander         | Simon Grundbacher    |
| Sebastião Montanha                     | Tony Garrido           | Marcus Just          |
| Janaína                                | Valentina Bandeira     | Selina Böttcher      |
| Jennifer „Jenny“ Castro                | Lellezinha             | Florentine Stein     |
| Carlos „Cascudo“ Augusto               | Felipe Silcler         | Bekim Latifi         |
| Braço                                  | Dhonata Augusto        | Philipp Draeger      |
| Bárbara                                | Pally Siqueira         | Annalena Doss        |
| Carlos „Carlinhos“ de Assis Machado    | Kaik Brum              | Emil Mohr            |
| Dayse de Assis Machado                 | Isabella Koppel        | Arwen Beims          |
| Riscado                                | Cadu Paschoal          | Daniel Axt           |
| Anthony „Bola“ Castro                  | Cauê Campos            | Henry Pomrehn        |
| Lurdinha                               | Carolyna Aguiar        | Mignon Remé          |
| Kátia                                  | Aline Borges           | Traudel Sperber      |
| Maria Castilho                         | Juliana Louise         | Lilith Gebauer       |
| João Castilho                          | Leonardo Lima Carvalho | Henry Pomrehn        |
| Policial Wilson                        | Leonardo Carvalho      | Nils Rieke           |
| Delegado Peçanha                       | Rodrigo Rangel         | Walter Wigand        |
| Yasmin                                 | Vanessa Pascale        | Anne Müller          |
| Mirthes                                | Ana Paula Botelho      | Anja Laïs            |
| Euzébia                                | Regina Sampaio         | Monika Barth         |
| Silas                                  | Wendell Bendelack      | Mike Olsowski        |
| Dona Jacira                            | Lana Guelero           | Angelika Sieveking   |
| Cleide                                 | Patrícia Costa         | Luise Schubert       |

### Gastfiguren
| Rollenname                       | Schauspieler        | Synchronsprecher        |
| -------------------------------- | ------------------- | ----------------------- |
| Gabriel                          | Ícaro Zulu          | Lasse Fell              |
| Cláudia                          | Úrsula Corona       |                         |
| Suely Matoso / Suelen            | Danielle Winits     |                         |
| Celeste Quintela Novaes Ordonhes | Darlene Glória      |                         |
| Daniele Lib Dish                 | Fernanda Motta      | Leoni Kristin Oeffinger |
| Durão                            | Paulão Duplex       |                         |
| Meleka                           | Luca Ribeiro        |                         |
| Sheik Árabe Ibrahim Alfaray      | Isaac Bardavid      |                         |
| Fedora Abdala                    | Tatá Werneck        |                         |
| Ellen Millet                     | Patrícia Barros     |                         |
| Machado                          | Ed Oliveira         |                         |
| Vanessa                          | Érika Januza        |                         |
| Marcão                           | Marcelo Arnal       | Yannik Raiss            |
| Berê                             | Sylbeth Soriano     |                         |
| Fátima                           | Lady Francisco      |                         |
| Jessy                            | Cláudia Sardinha    |                         |
| Bino                             | Stênio Garcia       |                         |
| Giancarlo                        | Nicola Siri         | Roman Rossa             |
| Lírio Lorenzo                    | Paulo Dalagnoli     |                         |
| Fernando                         | Créo Kellab         |                         |
| Marisa                           | Geovanna Tominaga   |                         |
| Míriam                           | Anna Cotrim         |                         |
| Vater von Max                    | Antônio Gonzales    |                         |
| Ivo                              | Beto Vandesteen     |                         |
| Fonseca                          | Marcelo Souto Maior | Johann Fohl             |
| Marcinha                         | Michelle Costa      |                         |
| Clara                            | Gabriela Carcaioli  | Liza Simmerlein         |
| Emanuelly                        | Karine Barros       |                         |
| Vitória Aguiar                   | Alarisse Mattar     | Alexa Benkert           |
| Dandara                          | Lenita Oliver       |                         |
| Ana Paula Nogueira               | Malu Falangola      | Malin Steffen           |
| Daniela Batista                  | Marina Cardoso      | Sina Zadra              |
| Alessandra                       | Maura Mesquita      |                         |
| Ingrid                           | Scarlet Cardoso     | Ines Nierstenhöfer      |
| Ruth                             | Iná de Carvalho     |                         |
| Nicole                           | Suzana Cordovil     |                         |
| Brenda                           | Tainá Bevilacqua    |                         |
| Comendador Magalhães             | José Victor Castiel |                         |
| Rayssa                           | Yasmin Cândido      | Annic-Barbara Fenske    |
| Mann in der Bar                  | Daniel Rangel       |                         |
| Davi                             | Bruno Nunes         |                         |
| Ana Furtado                      | Ana Furtado         |                         |
| Carol Castro                     | Carol Castro        |                         |
| Gabrielle Aplin                  | Gabrielle Aplin     |                         |
| Giovanna Ewbank                  | Giovanna Ewbank     |                         |
| Helena Fernandes                 | Helena Fernandes    |                         |
| Henri Castelli                   | Henri Castelli      |                         |
| Mariana Rios                     | Mariana Rios        |                         |
| Paulo Zulu                       | Paulo Zulu          |                         |
| Sílvia Pfeifer                   | Sílvia Pfeifer      |                         |
| Justizbeamter                    | Leandro Ferraz      |                         |

## Ausstrahlung
Brasilien
Die Erstausstrahlung der Telenovela erfolgte vom 9. November 2015 bis zum 30. Mai 2016 auf dem brasilianischen Free-TV-Sender Rede Globo. Am 4. November 2015 wurde auf den Online-Dienst Globo Play die Folge null veröffentlicht. Das 15-minütige Video zeigt die Haupthandlung der Telenovela. Am 6. November 2015 wurde die Folge auch auf Rede Globo ausgestrahlt.
Deutschland
Die deutschsprachige Erstausstrahlung der ersten zwei Folgen erfolgte am 10. Februar 2019 auf dem Free-TV-Sender Sixx. Seit der dritten Folge, ausgestrahlt am 13. Februar 2019, erfolgt die deutschsprachige Erstausstrahlung auf dem Pay-TV-Sender Sat.1 Emotions, die Free-TV-Premiere erfolgt am selben Tag auf Sixx. Nach einer Sommerpause kehrte die Telenovela am 14. Oktober 2019 mit neuen Folgen auf Sixx zurück.
International
| Land / Region                               | Sender            | Premiere           | Titel                              | Ref.   |
| ------------------------------------------- | ----------------- | ------------------ | ---------------------------------- | ------ |
| Brasilien                                   | Rede Globo        | 9. November 2015   | Totalmente Demais                  | [ 30 ] |
| Portugal                                    | Globo             | 28. März 2016      | Totalmente Demais                  | [ 34 ] |
| Ukraine                                     | Воля Cine + Mix   | 27. Januar 2017    | Неперевершена                      | [ 35 ] |
| Arabische Liga Vereinigte Arabische Emirate | MBC 4             | März 2017          | أحلام إليزا                        | [ 36 ] |
| Uruguay                                     | Teledoce          | 6. März 2017       | Totalmente Diva                    | [ 37 ] |
| El Salvador                                 | TCS               | 20. März 2017      | Totalmente Diva                    | [ 38 ] |
| Georgien                                    | Rustavi 2         | 27. März 2017      | ყველაზე ლამაზი                     | [ 39 ] |
| Indien                                      | Zindagi           | 10. April 2017     | Total Dreamer                      | [ 40 ] |
| Mosambik                                    | STV               | 26. April 2017     | Totalmente Demais                  | [ 41 ] |
| Israel                                      | Viva              | 3. Mai 2017        | פשוט נהדרת                         | [ 42 ] |
| Bolivien                                    | ATB               | 15. Mai 2017       | Totalmente Diva                    | [ 43 ] |
| Costa Rica                                  | Teletica          | 29. Mai 2017       | Totalmente Diva                    | [ 44 ] |
| Vereinigte Staaten                          | UniMás            | 13. Juni 2017      | Totalmente Diva                    | [ 45 ] |
| Puerto Rico                                 | Univision         | 26. Juni 2017      | Totalmente Diva                    | [ 46 ] |
| Chile                                       | Mega              | 3. Juli 2017       | Totalmente Diva                    | [ 47 ] |
| Dominikanische Republik                     | Tele Antillas     | 18. Juli 2017      | Totalmente Diva                    | [ 48 ] |
| Russland                                    | СТС Love          | 28. August 2017    | Сериал Бесподобная                 | [ 49 ] |
| Frankreich                                  | Outre-Mer 1ère    | 28. August 2017    | Totalement Diva                    | [ 50 ] |
| Ecuador                                     | Ecuavisa          | 2. Oktober 2017    | Totalmente Diva                    | [ 51 ] |
| Bulgarien                                   | bTV Lady          | 6. November 2017   | Истинска звезда                    | [ 52 ] |
| Paraguay                                    | SNT               | 20. November 2017  | Totalmente Diva                    | [ 53 ] |
| Nordmazedonien                              | Канал 5           | 21. Dezember 2017  | Вистинска ѕвезда                   | [ 54 ] |
| Mexiko                                      | Imagen Televisión | 26. Februar 2018   | Totalmente Diva                    | [ 55 ] |
| Rumänien                                    | Happy Channel     | 2. März 2018       | O Cenușăreasă la Rio               | [ 56 ] |
| Indonesien                                  | FMN               | 5. März 2018       | Total Dreamer                      | [ 57 ] |
| Honduras                                    | VTV               | 14. Mai 2018       | Totalmente Diva                    | [ 58 ] |
| Aserbaidschan                               | Dalğa TV          | 10. September 2018 | Bənzərsiz gözəl                    | [ 59 ] |
| Polen                                       | iTVN              | 22. November 2018  | W stronę marzeń                    | [ 60 ] |
| Panama                                      | TVN               | 3. Januar 2019     | Totalmente Diva                    | [ 61 ] |
| Griechenland                                | Alpha TV          | 20. Januar 2019    | Total Dreamer                      | [ 62 ] |
| Deutschland Österreich Schweiz              | Sixx              | 10. Februar 2019   | Total Dreamer – Träume werden wahr | [ 2 ]  |
| Deutschland Österreich Schweiz              | Sat.1 Emotions    | 11. Februar 2019   | Total Dreamer – Träume werden wahr | [ 2 ]  |
| Nigeria                                     | TelevistaTV       | 25. März 2019      | Total Dreamer                      | [ 63 ] |
| Spanien                                     | Divinity          | 17. Juni 2019      | Totalmente Diva                    | [ 64 ] |
| Lettland                                    | TV3 Life          | 30. März 2020      | Absolūts skaistums                 | [ 65 ] |
| Litauen                                     | TV3               | 16. April 2020     | Tikroji žvaigždė                   | [ 66 ] |
| Kroatien                                    | HRT 1             | 22. Juni 2020      | Diva                               | [ 67 ] |
| Ungarn                                      | LifeTV            | 16. November 2020  | Született Álmodozó                 | [ 68 ] |

## Soundtracks
National
Totalmente Demais – National wurde am 6. November 2015, drei Tage vor Premiere der Telenovela, durch die Plattenfirma Som Livre veröffentlicht, die mit zur Grupo Globo gehört. Der Soundtrack enthält hauptsächlich brasilianische Lieder, die von brasilianischen Künstler gesungen wurden, und verschiedene Genres bedienen. Auf dem Cover sind Fábio Assunção und Juliana Paes als Arthur und Carolina abgebildet.
Orquestrais
Totalmente Demais – Orquestrais wurde am 18. Dezember 2015 veröffentlicht. Der Soundtrack enthält Instrumentalaufnahmen, die von Rogério Vaz ausschließlich für die Telenovela produziert wurden.
Internacional
Totalmente Demais – Internacional wurde am 4. März 2016 von Som Livre veröffentlicht. Der Soundtrack enthält meist englischsprachige Tracks aus verschiedenen Genres. Auf dem Cover sind Fábio Assunção als Arthur, Marina Ruy Barbosa als Eliza und Felipe Simas als Jonatas abgebildet.

## Reichweite
| Sendeplatz                 | Folgen | Premiere         | Premiere               | Finale       | Finale                 | Platzierung | Season  | Durchschnittliche Zuschauerzahl |
| Sendeplatz                 | Folgen | Datum            | Zuschauer (in Punkten) | Datum        | Zuschauer (in Punkten) | Platzierung | Season  | Durchschnittliche Zuschauerzahl |
| -------------------------- | ------ | ---------------- | ---------------------- | ------------ | ---------------------- | ----------- | ------- | ------------------------------- |
| Montags-Samstags 19:15 Uhr | 175    | 9. November 2015 | 25                     | 30. Mai 2016 | 37                     | #1          | 2015–16 | 27                              |

Bei seiner Premiere verzeichnete Total Dreamer – Träume werden wahr nach Angaben von Ibope eine Zuschauerbeteiligung von 25 Punkten im Großraum São Paulo und verzeichnete damit einen niedrigeren Wert als sein Vorgänger I Love Paraisópolis, der mit 29 Punkte gestartet ist. Die Telenovela erzielte eine Zuschauerbeteiligung von 25,8 bzw. 26,4 Punkten am 16. bzw. 23. November 2015. Die höchste Sehbeteiligung im November 2015 betrug 28,3 Punkte. Bei der Premiere von Êta Mundo Bom! erzielte die Telenovela am 18. Januar 2016 einen neuen Rekordwert von 29,3 Punkten in São Paulo. Am 22. Februar 2016 brach Total Dreamer mit 31 Punkten einen weiteren Rekord in São Paulo. Auf Grundlage der gesammelten Daten, erzielte die Telenovela die höchste Sehbeteiligung seit Cheias de Charme (2013).
Bei der am 28. April 2016 ausgestrahlten Folgen, bei der einer der wichtigsten Schurken getötet wird, hatte die Telenovela ihre höchste Sehbeteiligung seit ihrer Premiere. Sie erzielte 35 Punkte in São Paulo und 39 Punkte in Rio de Janeiro, der beste Wert seit 16. Juli 2012. In der vorletzten Folge erzielte die Telenovela 30,8 Punkte im Großraum São Paulo, die höchste Sehbeteiligung seit Morde & Assopra (2011). Die Telenovela endete mit mehr als 39 Millionen Zuschauern, 41 Ratingpunkten und einem Anteil von 58 % in Brasilien. Dies ist die höchste Wert seit Ti Ti Ti (2010). Zum ersten Mal in der Geschichte von Globo wurde die letzte Folge einer Telenovela nicht wie traditionell am Freitag gesendet, sondern am Montag. Insgesamt erzielte Total Dreamer einen Durchschnittswert von 27,4 Punkten.

## Spin-off
Am 31. Mai 2016 wurde die 10-teilige Spin-off-Serie Totalmente Sem Noção Demais auf Globo Play veröffentlicht. Die von Rosane Svartman und Paulo Halm geschriebene Serie erzählte die Vorgeschichte zu Total Dreamer. Sie spielt ein Jahr vor der Handlung der Telenovela und konzentriert sich auf die Charaktere der Fátima-Nachbarschaft.

## Auszeichnungen
| Jahr                     | Auszeichnung                      | Kategorie                                | Für                            | Resultat  |
| ------------------------ | --------------------------------- | ---------------------------------------- | ------------------------------ | --------- |
| 2017                     |                                   |                                          |                                |           |
| International Emmy Award | Beste Telenovela                  | Rosane Svartman und Paulo Halm           | Nominiert                      |           |
| Prêmio Quem de Televisão | Beste Schauspielerin im Fernsehen | Marina Ruy Barbosa                       | Nominiert                      |           |
| Troféu Imprensa          | Beste Telenovela                  | Rosane Svartman und Paulo Halm           | Gewonnen                       |           |
| Troféu Imprensa          | Beste Schauspielerin              | Marina Ruy Barbosa                       | Gewonnen                       |           |
| Troféu Internet          | Beste Telenovela                  | Rosane Svartman und Paulo Halm           | Gewonnen                       |           |
| Troféu Internet          | Beste Schauspielerin              | Marina Ruy Barbosa                       | Nominiert                      |           |
| 2016                     | Veja Rio – Cariocas do Ano        | Schauspielerin des Jahres                | Marina Ruy Barbosa             | Gewonnen  |
| 2016                     | Troféu Internet                   | Beste Telenovela                         | Rosane Svartman und Paulo Halm | Nominiert |
| 2016                     | Troféu Internet                   | Beste Schauspielerin                     | Marina Ruy Barbosa             | Nominiert |
| 2016                     | Troféu Internet                   | Bester Schauspieler                      | Felipe Simas                   | Nominiert |
| 2016                     | Prêmio Extra de Televisão         | Beste Telenovela                         | Rosane Svartman und Paulo Halm | Nominiert |
| 2016                     | Prêmio Extra de Televisão         | Beste Schauspielerin                     | Marina Ruy Barbosa             | Nominiert |
| 2016                     | Prêmio Extra de Televisão         | Bester Schauspieler                      | Felipe Simas                   | Nominiert |
| 2016                     | Prêmio Extra de Televisão         | Beste Nebendarstellerin                  | Juliana Paiva                  | Nominiert |
| 2016                     | Prêmio Extra de Televisão         | Beste Newcomerin                         | Lellezinha                     | Nominiert |
| 2016                     | Prêmio Extra de Televisão         | Bester Newcomer                          | Pablo Sanábio                  | Nominiert |
| 2016                     | Prêmio Extra de Televisão         | Bester Schauspieler oder Schauspielerin  | Giovanna Rispoli               | Nominiert |
| 2016                     | Prêmio Extra de Televisão         | Bester Titelsong einer Telenovela        | „Totalmente Demais“ (Anitta)   | Nominiert |
| 2016                     | Troféu APCA                       | Beste Telenovela                         | Rosane Svartman und Paulo Halm | Nominiert |
| 2016                     | Melhores do Ano                   | Bester Schauspieler in einer Telenovela  | Felipe Simas                   | Nominiert |
| 2016                     | Melhores do Ano                   | Beste Schauspielerin in einer Telenovela | Marina Ruy Barbosa             | Nominiert |
| 2016                     | Melhores do Ano                   | Beste Nebendarstellerin                  | Juliana Paiva                  | Nominiert |